# Franz Lampl
Franz Lampl (* 18. November 1883 in Gaißeregg, Steiermark; † 17. April 1943 ebenda) war ein österreichischer Bergmann und Politiker der Christlichsozialen Partei (CSP).

## Politische Mandate
- 20. November 1923 bis 18. Mai 1927: Abgeordneter zum Nationalrat (II. Gesetzgebungsperiode), CSP